# Thụy Khuê (phường)
Thụy Khuê là một phường thuộc quận Tây Hồ, thành phố Hà Nội, Việt Nam.
Phường có diện tích 2,03 km², dân số năm 2021 là 14.063 người, mật độ dân số đạt 6.927 người/km².